# Jack Kirk
Jack Kirk, eigentlich John Asbury Kirkhuff, (* 19. Februar 1895 in Nickerson, Kansas; † 13. September 1948 in Ketchikan, Alaska) war ein US-amerikanischer Schauspieler, der in zahlreichen Filmen als Nebendarsteller eingesetzt war.

## Leben
Kirk begann seine Filmkarriere mit dem Beginn der Tonfilmzeit; ihm kam seine Gesangsstimme zugute, mit der er auch manche Helden von B-Western bei Gesangseinlagen synchronisierte. Mit etlichen, variierenden Gesangsgruppen wie den Range Riders oder den Arizona Wranglers hatte er zahlreiche Auftritte. Er arbeitete für diverse Filmproduktionsgesellschaften und wurde zunächst als Cowboy, Rancher oder Bandit, später als Sheriff, Rechtsanwalt oder Kutschenfahrer besetzt. Für die Republic Pictures allein drehte er etwa 180 Produktionen; besonders häufig war er in Western der Three Mesquiteers (33-mal), mit Roy Rogers (31-mal), Gene Autry (26-mal) und Bill Elliott (23-mal) zu sehen. Sein Spitzname war „Pappy“ Kirk.
Gegen Ende der 1940er Jahre, mit dem Niedergang des B-Filmes, verließ Kirk das Filmgeschäft und zog nach Alaska. Dort arbeitete er als Fischer und starb während seiner Arbeit. Er hinterließ seine Frau und acht Kinder.

## Filmografie (Auswahl)
- 1930: Die Schlacht am Blauen Berge (The Indians Are Coming) (Serial)
- 1931: Tom Keene, der König der Steppe (Freighters of Destiny)
- 1932: In den Rocky Mountains (Beyond the Rockies)
- 1932: Die Mörderspur (Partners)
- 1932: Vier Fäuste wie ein Donnerschlag (The Fighting Fool)
- 1934: Rin-Tin-Tins Rache (Law of the Wild)
- 1934: Das Rätsel der Winston-Farm (The Dude Ranger)
- 1934: Rodeo (nur Stimme)
- 1935: Flammende Grenze (The New Frontier)
- 1935: Tal der Angst (Lawless Range)
- 1935: Westwärts! (Westward Jo)
- 1935: Rex, der König von Arizona (Stormy)
- 1936: Der König vom Pecos (King of the Pecos)
- 1936: Land der Zukunft (The Lawless Nineties)
- 1936: Unter zwei Flaggen (Under Two Flags)
- 1936: Wie vom Winde verweht (The Lonely Trail)
- 1936: Zorro, der blutrote Adler (The Vigilantes Are Coming) (Serial)
- 1937: Ein Cowboy in Afrika (Round-Up Time in Texas)
- 1937: Das schwarze Gold (Git Along Little Dogies)
- 1937: Der Überfall auf den Goldexpress (Courage of the West)
- 1937: Zorros schwarze Peitsche (Zorro Rides Again) (Serial)
- 1938: Freunde im Sattel (Pals of the Saddle)
- 1938: Gold in den Wolken (Overland Stage Raiders)
- 1939: Der Bandit von Wyoming (Wyoming Outlaw)
- 1939: Bomben auf Texas (In Old Monterey)
- 1939: Der große Milchkrieg von Colorado (Colorado Sunset)
- 1939: Reiter in der Nacht (The Night Riders)
- 1939: Die Sterne von Texas (Three Texas Steers)
- 1940: Schwarzes Kommando (Dark Command)
- 1942: Der Draufgänger von Boston (In Old California)
- 1942: Für Recht und Gesetz (Sheriff of Sage Valley)
- 1942: Fuzzy greift ein (The Lone Rider and the Bandit)
- 1942: Fuzzys große Trick (The Lone Rider in Cheyenne)
- 1942: Fuzzy wird energisch (Border Roundup)
- 1942: Um Leben und Tod (Law and Order)
- 1943: Die Hölle von Oklahoma (In Old Oklahoma)
- 1944: Das Haus der Lady Alquist (Gaslight)
- 1944: Der Rächer mit der Maske (Zorro's Black Whip) (Serial)
- 1946: Fuzzy, der Held des Westens (Terrors on Horseback)
- 1947: Der schwarze Reiter (Angel and the Badman)
- 1948: Die rauhen Reiter der furchtlosen Legion (The Gallant Legion)